# Mutsuki Katō
Mutsuki Katō (加藤 陸次樹?, Katō Mutsuki; Saitama, 6 agosto 1997) è un calciatore giapponese, attaccante del Sanfrecce Hiroshima.

## Carriera
Inizia la carriera nelle giovanili del Sanfrecce Hiroshima. Dal 2016 al 2019 gioca con la squadra che rappresenta l'Università Chūō. Poco prima dell'inizio della stagione 2020, firma il suo primo contratto da calciatore con lo Zweigen Kanazawa, militante nella seconda divisione giapponese. In vista della stagione 2021 si trasferisce al Cerezo Osaka, formazione della massima serie giapponese, con cui esordisce anche nelle competizioni asiatiche.

## Statistiche

### Presenze e reti nei club
Statistiche aggiornate all'8 dicembre 2024.
| Stagione                   | Club                       | Campionato                 | Campionato | Campionato | Coppe nazionali | Coppe nazionali | Coppe nazionali | Coppe continentali | Coppe continentali | Coppe continentali | Altre coppe | Altre coppe | Altre coppe | Totale | Totale |
| Stagione                   | Club                       | Comp                       | Pres       | Reti       | Comp            | Pres            | Reti            | Comp               | Pres               | Reti               | Comp        | Pres        | Reti        | Pres   | Reti   |
| -------------------------- | -------------------------- | -------------------------- | ---------- | ---------- | --------------- | --------------- | --------------- | ------------------ | ------------------ | ------------------ | ----------- | ----------- | ----------- | ------ | ------ |
| 2020                       | Zweigen Kanazawa           | J2                         | 42         | 13         | -               | -               | -               | -                  | -                  | -                  | -           | -           | -           | 42     | 13     |
| 2021                       | Cerezo Osaka               | J1                         | 35         | 7          | CG+CdL          | 4+5             | 2+2             | ACL                | 6                  | 2                  | -           | -           | -           | 50     | 13     |
| 2022                       | Cerezo Osaka               | J1                         | 26         | 6          | CG+CdL          | 4+11            | 1+5             | -                  | -                  | -                  | -           | -           | -           | 41     | 12     |
| gen.-lug. 2023             | Cerezo Osaka               | J1                         | 17         | 3          | CG+CdL          | 1+6             | 0               | -                  | -                  | -                  | -           | -           | -           | 24     | 3      |
| Totale Cerezo Osaka        | Totale Cerezo Osaka        | Totale Cerezo Osaka        | 78         | 16         |                 | 31              | 10              |                    | 6                  | 2                  |             | -           | -           | 115    | 28     |
| lug.-dic. 2023             | Sanfrecce Hiroshima        | J1                         | 13         | 5          | -               | -               | -               | -                  | -                  | -                  | -           | -           | -           | 13     | 5      |
| 2024                       | Sanfrecce Hiroshima        | J1                         | 37         | 9          | CG+CdL          | 3+6             | 2+3             | ACL-2              | 3                  | 1                  | -           | -           | -           | 49     | 15     |
| 2025                       | Sanfrecce Hiroshima        | J1                         | 0          | 0          | CG+CdL          | 0               | 0               | ACL                | 0                  | 0                  | -           | -           | -           | 0      | 0      |
| Totale Sanfrecce Hiroshima | Totale Sanfrecce Hiroshima | Totale Sanfrecce Hiroshima | 50         | 14         |                 | 9               | 5               |                    | 3                  | 1                  |             | -           | -           | 62     | 20     |
| Totale carriera            | Totale carriera            | Totale carriera            | 170        | 43         |                 | 40              | 15              |                    | 9                  | 3                  |             | -           | -           | 219    | 61     |

## Palmarès

### Club

#### Competizioni nazionali
- Supercoppa del Giappone: 1

Sanfrecce Hiroshima: 2025